# يلمة خندان (غرغان بوي)
یلمة خندان (بالفارسية: یلمه‌خندان) هي قرية تقع في إيران في قسم غرغان بوي الريفي. يقدر عدد سكانها بـ 1,007 نسمة .